# Galina Jermołajewa
Galina Wasiljewna Jermołajewa (ros. Галина Васильевна Ермолаева, ur. 4 lutego 1937 w Tule) – radziecka kolarka torowa, czternastokrotna medalistka mistrzostw świata.

## Kariera
Pierwszy sukces w karierze Galina Jermołajewa osiągnęła w 1958 roku, kiedy na mistrzostwach świata w Paryżu zdobyła złoty medal w sprincie indywidualnym. Została tym samym pierwszą w historii mistrzynią świata, bowiem w tym roku kobiety po raz pierwszy rywalizowały na mistrzostwach świata. Sukces ten radziecka kolarka powtórzyła jeszcze pięciokrotnie, na: MŚ w Amsterdamie (1959), MŚ w Lipsku (1960), MŚ w Zurychu (1961), MŚ w Liège (1963) oraz MŚ w Marsylii (1972). Ponadto zdobyła w tej konkurencji pięć srebrnych i trzy brązowe medale, dzięki czemu do dziś pozostaje najbardziej utytułowaną zawodniczką w tej konkurencji. Pod względem zwycięstw jej osiągnięcie wyrównały tylko jej rodaczka Galina Cariowa, z którą Jermołajewa przegrała na MŚ w Antwerpii (1969), MŚ w Leicester (1970) i MŚ w Varese (1971) oraz Brytyjka Victoria Pendleton. Wielokrotnie zdobywała medale torowych mistrzostw ZSRR, w tym w latach 1956–1958, 1960–1963, 1970, 1972 i 1973 zwyciężała w sprincie, a w latach 1956–1958, 1960 i 1970 była najlepsza na 500 metrów. Nigdy nie wystartowała na igrzyskach olimpijskich.